# François Rocher
François Rocher (* 1958) ist ein kanadischer Politikwissenschaftler, der als Professor an Universität Ottawa forscht und lehrt. Er amtierte 2018/19 als Präsident der Canadian Political Science Association (CPSA).

## Leben
Rocher erwarb alle akademischen Titel im Fach Politikwissenschaft an der Universität Montreal: Bachelor 1980, Master 1982 und Ph.D. 1987. Von 1990 bis 2006 war er Mitglied der Abteilung für Politikwissenschaft und Direktor der School of Canadian Studies (2002–2005) an der Carleton University in Ottawa. Seit 2006 ist er Professor an der Universität Ottawa, wo er von 2008 bis 2013 Direktor der School of Political Studies war. Er ist Gründungsmitglied der Groupe de recherche sur les sociétés plurinationales (GRSP). Seine Forschungsschwerpunkte sind der kanadische Föderalismus, Nationalismus, Fragen der Staatsbürgerschaft und der Einwanderungspolitik sowie der Umgang mit ethnokultureller Vielfalt.